# Jack Alexy
Pour les articles homonymes, voir Alexy.
Jack Alexy, né le 19 janvier 2003 à Morristown, est un nageur américain.

## Biographie
Jack Alexy est médaillé d'or du relais 4 × 100 m nage libre aux Championnats du monde juniors de natation 2019 à Budapest.
Il fait partie du relais 4 × 100 m nage libre américain médaillé de bronze aux Championnats du monde de natation 2023 à Fukuoka.

## Palmarès

### Jeux olympiques
- Jeux olympiques d'été de 2024 à Paris (France) :
  -  Médaille d'or du relais 4 × 100 m nage libre.
  -  Médaille d'argent du relais 4 × 100 m quatre nages.

### Championnats du monde

#### Grand bassin
- Championnats du monde 2023 à Fukuoka (Japon) :
  -  Médaille d'or du 4 × 100 m quatre nages.
  -  Médaille d'argent du 50 m nage libre.
  -  Médaille d'argent du 100 m nage libre.
  -  Médaille d'argent du 4 × 100 m nage libre mixte.
  -  Médaille de bronze du 4 × 100 m nage libre.

- Championnats du monde 2025 à Singapour :
  -  Médaille d'or du 4 × 100 m nage libre mixte.
  -  Médaille d'argent du 100 m nage libre.
  -  Médaille de bronze du 50 m nage libre.
  -  Médaille de bronze du 4 × 100 m nage libre.
  -  Médaille de bronze du 4 × 100 m quatre nages.

#### Petit bassin
- Championnats du monde 2024 à Budapest :
  -  Médaille d'or du 100 m nage libre.
  -  Médaille d'or du 4 × 100 m nage libre.
  -  Médaille d'argent du 4 × 100 m quatre nages.
  -  Médaille d'argent du 4 × 100 m quatre nages mixte.
  -  Médaille de bronze du 50 m nage libre.